# 高背平鮋
高背平鮋，為輻鰭魚綱鮋形目鮋亞目平鮋科的其中一種，為熱帶海水魚，分布於東太平洋墨西哥Guadalupe島海域，棲息深度240公尺，棲息在底層水域，卵胎生，生活習性不明。